# Pokémon Masters EX
Pokémon Masters EX (ポ ケ モ ン マ ス タ ー ズ EX, Pocket Monsters Masutāzu EX) (originalmente chamado de Pokémon Masters) é um jogo móvel gratuito para Android e iOS desenvolvido e publicado pela DeNA. É baseado na franquia de mídia Pokémon. Situado na ilha artificial de Pasio, o jogo permite aos jogadores batalhar e recrutar vários Pokémon Treinadores proeminentes nos jogos da série principal. Originalmente chamado Pokémon Masters e lançado em agosto de 2019, foi renomeado Pokémon Masters EX em agosto de 2020 no primeiro aniversário do jogo.

## Jogabilidade
Há um torneio de batalhas 3 contra 3 em Pasio Island chamado Pokémon Masters League. O objetivo principal é se tornar seu Campeão. Para entrar na Pokémon Masters League, os jogadores devem coletar pelo menos cinco emblemas ao derrotar os líderes PML localizados em Pasio. Ao recrutar um par de sincronização, o jogador pode desbloquear uma história de par de sincronização. Os jogadores também podem participar de eventos por tempo limitado que são adicionados e atualizados regularmente. Os eventos apresentam eventos de história para um único jogador e também eventos multijogador cooperativos nos quais os jogadores devem se unir para derrotar inimigos poderosos a fim de receber recompensas e prêmios do evento.

### Pares de sincronização
Um par de sincronização é um par que consiste em um Pokémon Treinador que apareceu anteriormente nos jogos portáteis principais ou no anime (muitos dos quais, semelhantes a Super Smash Bros., têm seus designs retirados de suas aparições mais recentes) e um Pokémon (novamente, geralmente aquele que está melhor associado a esse personagem, ou seja, Misty de Starmie) em Pokémon Masters. Cada par de sincronização tem uma de três funções: pares de sincronização de ataque, que têm como foco o ataque; apoiar pares de sincronização, que se concentram em defender, curar HP e aumentar as estatísticas de toda a equipe; e pares de sincronização de tecnologia, que se concentram em táticas diferentes, como infligir alterações de status. Os pares sincronizados podem ser recrutados jogando a história principal, por meio de reconhecimento ou completando certos eventos cronometrados.

## Desenvolvimento e lançamento
Pokémon Masters foi anunciado pela primeira vez pela The Pokémon Company em 29 de maio de 2019, juntamente com alguns outros jogos Pokémon. Ele representa a primeira colaboração entre a empresa e o desenvolvedor de jogos para celular DeNA, foi lançado para Android e iOS. O conceito do jogo veio do artista e designer da série Ken Sugimori, que propôs a ideia de ter todos os personagens anteriores da série principal juntos em um jogo.
Uma versão prévia do jogo foi lançada em Cingapura em 25 de julho de 2019 e no Canadá em 6 de agosto de 2019. O jogo foi lançado mundialmente em 29 de agosto de 2019 para telefones iOS e Android. Ao contrário da maioria dos outros jogos Pokémon, Pokémon Masters não foi lançado na Bélgica e na Holanda, provavelmente devido à proibição das caixas de saque.
Em comemoração ao primeiro aniversário do jogo, Pokémon Masters foi atualizado com novos recursos como Pokémon Masters EX em 25 de agosto de 2020.